# Čistec přímý
Čistec přímý (Stachys recta) je vytrvalá léčivá rostlina z čeledi hluchavkovitých.

## Popis
Jedná se o vytrvalou bylinu o výšce 30–70 cm, ojediněle až 1 metr. Odstále ochlupená lodyha je přímá až vystoupavá, listy pilovité až celokrajné, řídce chlupaté, eliptické až kopinaté. Bílé či žlutobílé květy s nápadnou nachovou kresbou jsou uspořádány v lichopřeslenech tvořících vrcholový lichoklas. Tento druh čistce je velmi proměnlivý.

## Stanoviště
Roste na slunných stráních, v suchých trávnících a také na skalních stepích, většinou na vápnitých půdách. Vyskytuje se také v lesních lemech a nízkých lesostepních křovinách. V teplejších pahorkatinách je jeho výskyt roztroušený až hojný, v chladnějších územích je však vzácný nebo zcela chybí.

## Areál rozšíření
Vyskytuje se zejména v jižní části Evropy, severní hranicí výskytu je sever Francie, střed Německa a Polska, na východ zasahuje přes Ukrajinu až na Ural, do Předkavkazí a do Malé Asie. V České republice se vyskytuje roztroušeně, především v teplejších oblastech (jižní Morava, Polabí).

## Použití
V minulosti se čistec přímý využíval v lidovém léčitelství jako prostředek čistící krev. Jeho kvetoucí nať byla ceněna pro své antirevmatické účinky. V současné době se používá zřídka.

## Účinné látky
Obsahuje betonicin, cholin, trigonelin, stachydrin, alantoin, silici, tříslovinu, hořčiny, harpagosid a glykosidy.